# Padul
Padul és un municipi de la província de Granada, situat al sud-est d'Espanya, amb una superfície de 89 km², una població de 8.065 habitants (2006) i una densitat de població de 90,62 hab/km². Limita al nord amb Alhendín, Villa de Otura i Dílar; a l'est amb Dúrcal i Villamena; al sud amb Albuñuelas, i a l'oest amb Jayena.